# Ptenothrix
Ptenothrix es un género de Collembola en la familia Dicyrtomidae. Existen unas 11 especies descriptas en Ptenothrix.

## Especies
Estas especies pertenecen al género Ptenothrix:
- Ptenothrix atra (Linnaeus, C, 1758) Börner, 1906
- Ptenothrix beta (Christiansen, K & Bellinger, P, 1981) Christiansen, K & Bellinger, P, 1998
- Ptenothrix castanea Snider, RJ, 1985
- Ptenothrix curvilineata Wray, 1949
- Ptenothrix flavescens (Axelson, 1905)
- Ptenothrix macomba Wray, 1967
- Ptenothrix maculosa (Schott, 1891)
- Ptenothrix marmorata (Packard, 1873) Mills, HB, 1934
- Ptenothrix palmata (Folsom, JW, 1902) Stach, J, 1957
- Ptenothrix renateae Snider, RJ, 1985
- Ptenothrix unicolor